# Echinarachnius asiaticus
Echinarachnius asiaticus is een zee-egel uit de familie Echinarachniidae.
De wetenschappelijke naam van de soort werd in 1859 gepubliceerd door Hardouin Michelin.